# Izotipendil
Izotipendil este un antihistaminic H1 de generație 1, derivat de azafenotiazină, fiind utilizat în tratamentul reacțiilor alergice asociate cu prurit. Este de uz topic.

## Utilizări medicale
Izotipendilul este indicat în:
- Tratamentul pruritului de diverse cauze (alergii, dermatite, urticarie)
- Ameliorarea simptomelor locale ale reacțiilor alergice cutanate (înțepături de insecte, eczeme, iritații)
- Poate fi utilizat și pentru calmarea mâncărimii asociate cu varicela sau alte dermatoze pruriginoase[12]

## Dozare și administrare
- Uz topic: aplicare de 2–3 ori pe zi pe zona afectată, sub formă de cremă sau gel (concentrație uzuală 1%)
- Nu se recomandă aplicarea pe suprafețe mari de piele sau pe leziuni deschise fără aviz medical
- Doar pentru uz extern; a nu se aplica pe mucoase sau în apropierea ochilor[9][12]

## Mecanism de acțiune
Izotipendilul blochează receptorii histaminici H1 la nivel cutanat, reducând efectele histaminei (prurit, eritem, edem). Are și ușoare proprietăți anticolinergice și sedative locale.

## Efecte adverse și precauții
- Efecte adverse locale: iritație, senzație de arsură, eritem, uscăciune cutanată, reacții alergice de contact
- Rareori, reacții de fotosensibilitate (mai ales la expunere la soare după aplicare)[13]
- Nu se recomandă utilizarea prelungită sau pe suprafețe extinse, mai ales la copii mici
- Contraindicat la pacienții cu hipersensibilitate la izotipendil sau la alți derivați de fenotiazină[12]

## Siguranță și reglementări
- Izotipendilul este aprobat pentru uz topic în Europa (sub denumiri comerciale precum Pruriced, Stilex etc.)
- Nu este aprobat pentru uz sistemic; utilizarea este limitată la tratamentul simptomatic local
- Disponibil fără prescripție medicală în unele țări, dar se recomandă consultarea medicului pentru utilizare la copii sau pe leziuni extinse[9]

## Interacțiuni medicamentoase
- Nu s-au raportat interacțiuni semnificative la uz topic, dar asocierea cu alte produse iritante sau fotosensibilizante trebuie evitată[12]